# Thinophilus spinipes
Thinophilus spinipes är en tvåvingeart som beskrevs av Van Duzee 1926. Thinophilus spinipes ingår i släktet Thinophilus och familjen styltflugor. Inga underarter finns listade i Catalogue of Life.